# Канонерський сільський округ
Каноне́рський сільський округ (каз. Канонер ауылдық округі, рос. Канонерский сельский округ) — адміністративна одиниця у складі Бескарагайського району Абайської області Казахстану. Адміністративний центр — село Канонерка.
Населення — 1613 осіб (2021; 1823 у 2009, 2157 у 1999, 2578 у 1989).
Станом на 1989 рік існувала Канонерська сільська рада (села Карабаш, Карамирза, Канонерка).

## Склад
До складу округу входять такі населені пункти:
| Населений пункт | Старі назви | Населення, осіб (1989) | Населення, осіб (1999) | Населення, осіб (2009) | Населення, осіб (2021) |
| --------------- | ----------- | ---------------------- | ---------------------- | ---------------------- | ---------------------- |
| Канонерка, село | -           | 2043                   | 1651                   | 1420                   | 1272                   |
| --Карабаш, село | -           | 58                     | -                      | 41                     | 26                     |
| Карамирза, село | -           | 477                    | 506                    | 362                    | 315                    |